# Frederik Terkel Julius Gram
Frederik Terkel Julius Gram, född den 28 augusti 1816, död den 3 juni 1871, var en dansk rättslärd, far till Christian Gram.
Gram blev 1847 lektor och 1849 professor i rättsvetenskap vid Köpenhamns universitet. Han författade flera synnerligen användbara handböcker i dansk rätt, Den private Søret efter dansk Lovgivning (1851), Den danske Formueret (2 band, 1858-64) och Forelæsninger over den danske Familieret (1868). Han blev 1868 hedersdoktor i Lund och var sedan 1859 styresman för Regensen ("Regensens provst").

## Utmärkelser
- Riddare av Dannebrogorden,  1858[4]
- Hedersdoktor vid Lunds universitet,  1868[5]

[Redigera Wikidata]